# Corpuscolo di Merkel
I dischi o corpuscoli di Merkel sono meccanocettori situati sia nella sottomucosa orale e linguale, sia nello strato basale dell'epidermide. 
Formati dalle espansioni terminali delle terminazioni nervose, hanno un'elevata sensibilità alle variazioni dinamiche ma, a differenza dei corpuscoli di Meissner, rispondono anche agli stimoli stazionari; infatti sono recettori ad adattamento lento, nel senso che continuano a trasmettere informazioni per tutto il tempo in cui sono stimolati.
Devono il loro nome all'anatomista ed istologo tedesco Friedrich Sigmund Merkel.

## Descrizione
Nella lingua si presentano come cellule epiteliali globose che circondano le terminazioni afferenti, disposte in ciuffi; hanno maggiore densità al centro delle papille dermiche.

## Funzione
Sono, tra i recettori tattili, quelli dotati di campi recettivi di dimensioni minori, tuttavia i corpuscoli di Merkel sono a lento adattamento e per questo sono responsabili della sensibilità tattile protopatica. Al contrario, i corpuscoli di Meissner sono responsabili della sensibilità tattile epicritica, in quanto hanno campi recettivi piccoli e un rapido adattamento.